# معبد کونگوبو
معبد کونگوبو (به ژاپنی: 金剛峯寺 Kongōbu-ji) یک معبد وابسته به فرقه شینگون آیین بودایی در کوه کویا در استان واکایاما در ژاپن است.